# Kharod
Kharod é uma cidade e uma nagar panchayat no distrito de Janjgir-Champa, no estado indiano de Chhattisgarh.

## Geografia
Kharod está localizada a 21° 45′ N, 82° 34′ L. Tem uma altitude média de 240 metros (787 pés).

## Demografia
Segundo o censo de 2001, Kharod tinha uma população de 8606 habitantes. Os indivíduos do sexo masculino constituem 50% da população e os do sexo feminino 50%. Kharod tem uma taxa de literacia de 60%, superior à média nacional de 59,5%: a literacia no sexo masculino é de 74% e no sexo feminino é de 46%. Em Kharod, 17% da população está abaixo dos 6 anos de idade.